# Marpissa prathamae
Marpissa prathamae là một loài nhện trong họ Salticidae.
Loài này thuộc chi Marpissa. Marpissa prathamae được Biswamoy Biswas & Biswamoy Biswas miêu tả năm 1984.